# Sotsaltator
Sotsaltator (Saltator fuliginosus) är en fågel i familjen tangaror inom ordningen tättingar.

## Utseende och läte
Sotsaltator är en övervägande gråaktig stenknäcksliknande fågel med mycket kraftig näbb. Hanen är skifferblå med svart på ansikte och strupe som tydligt kontrasterar mot den lysande röda näbben. Honan är mer färglös och saknar svart i ansiktet. Sången består av en melodisk serie med visslingar.

## Utbredning och systematik
Fågeln förekommer i regnskog och buskmarker från östra Brasilien till Paraguay och nordöstra Argentina. Den behandlas som monotypisk, det vill säga att den inte delas in i några underarter.

### Familjetillhörighet
Tidigare placerades Saltator i familjen kardinaler. DNA-studier visar dock att de tillhör tangarorna.

## Levnadssätt
Sotsaltatorn hittas i fukt- och bergsskogar. Den ses i de mellersta till övre skikten.

## Status
Arten har ett stort utbredningsområde och internationella naturvårdsunionen IUCN kategoriserar arten som livskraftig. Beståndsutvecklingen är dock oklar.